# Contenido libre

Logotipo de la Definición de obras culturales libres.

El contenido libre o información libre es un concepto que abarca cualquier obra funcional, de arte u otro contenido creativo, que no posea restricciones legales significativas en relación con el derecho de uso, la redistribución y la creación de versiones modificadas o derivadas por parte de terceros.
El contenido libre abarca todas las obras del dominio público y aquellas que tienen derecho de autor pero que están sujetas a una licencia que otorga y protege las libertades mencionadas. Dado que por omisión la ley otorga a los propietarios de derechos un control total sobre sus creaciones (todos los derechos reservados) es necesario declarar de forma explícita que una obra es libre, generalmente por medio de la referencia o inclusión de cláusulas de licencia que acompañen la obra.
Sin embargo, si los derechos de autor han expirado una obra que esté en el dominio público puede en ciertos casos dejar nuevamente de ser libre, y por consecuencia las obras derivadas también dejarán de serlo, si la ley de derechos cambia.
Las licencias de contenido abierto / libre se plantean objetivos como favorecer la colaboración y contribuir con el desarrollo de un banco de recursos abiertos. Para ello, incluyen fórmulas que favorecen la reciprocidad, como la cláusula de "Compartir Igual" en las licencias de Creative Commons. Existen licencias abiertas que no son libres, porque pueden prohibir algunos usos de una obra, como la comercialización de la obra original y la creación de obras derivadas.

## Derecho de autor
En el derecho anglosajón, se utiliza la noción de copyright (traducido literalmente como ‘derecho de copia’) que —por lo general— comprende la parte patrimonial de los derechos de autor (derechos patrimoniales).
En el derecho literario, comprende el derecho de las historias basadas en hechos o personajes reales, los personajes tienen derecho a leer la obra, mientras es escrita.

## Cultura libre
La cultura libre es una corriente de pensamiento que promueve la libertad en la distribución y modificación de trabajos creativos basándose en el principio del contenido libre para distribuir o modificar trabajos y obras creativas, usando Internet así como otros medios. Es un movimiento que se contrapone a las medidas restrictivas de los derechos de autor, que varios miembros del movimiento alegan que también obstaculizan la creatividad.
La cultura libre está conformada por cuatro corrientes de pensamiento: El dominio público, el Copyleft, las Licencias Creative Commons y el software libre. Las obras en dominio público pueden utilizar también formatos libres.

## Dominio público
El dominio público engloba el patrimonio intelectual que está libre de toda exclusividad en su acceso y utilización. Incluye elementos que no tienen restricciones de derecho de autor establecidas, así como obras literarias, artísticas o científicas (lo que incluye aplicaciones informáticas) en las que ha expirado el plazo de protección del derecho de autor. Cada legislación nacional contempla un término de años contados desde la muerte del autor, para que estos derechos expiren. Por quedar excluidos de la protección del derecho de autor, elementos tales como las ideas, procedimientos, métodos de operación o conceptos matemáticos, son parte del dominio público. El software de dominio público es aquel que no tiene derechos de autor.
Según el Convenio de Berna, que la mayoría de los países han firmado, todas las obras intelectuales quedan bajo el dominio de los derechos de autor, inclusive los programas informáticos. Las obras sujetas al derecho de autor pasan al dominio público a los 50 años de la muerte del autor. El plazo para el ingreso de las obras en dominio público se calcula a partir del 1 de enero del año siguiente de la muerte del autor, razón que ha llevado a que en esa fecha se celebre el Día del Dominio Público. El Convenio de Berna reconoce el derecho de los países signatarios a ampliar el plazo de la protección. Por ello, varios países han establecido plazos superiores, que llegan a 70, 80 o 100 años desde la muerte del autor.
En España, por ejemplo, con la aprobación de la actual ley de 1987, tras 70 años después de la muerte del autor sus obras pasan al dominio público, mientras que en el caso de autores fallecidos antes del 7 de diciembre de 1987, se rigen por la anterior ley que protegía los derechos de autor hasta 80 años después del fallecimiento. En Estados Unidos el 1 de enero de 2019, luego de más de 20 años de espera, ingresó en el dominio público un gran lote de obras publicadas por primera vez en 1923 (la última liberación en lote al dominio público en ese país ocurrió en 1998, cuando Google no existía).
Los países firmantes del Acuerdo de Aspectos de Propiedad Intelectual aplicado al Comercio (ADPIC o TRIPS, por su sigla en inglés), uno de los acuerdos de la Organización Mundial del Comercio, se comprometen a un mínimo de 50 años tras la muerte del autor. El titular del derecho de autor siempre puede aplicar a su obra el tipo de licencia que decida sin perder el reconocimiento de autoría o paternidad. Hay licencias restrictivas y otras permisivas (como GNU GPL).
Dominio público, en este caso, implica que las obras pueden ser explotadas por cualquier persona, pero siempre respetando los derechos morales de sus autores (básicamente la paternidad), pues lo que en realidad expira son los derechos de autor de carácter patrimonial o económico, y se suele abreviar como PD (del inglés, public domain).

## Creative Commons
Creative Commons (CC) ―en español, '[Bienes] Comunes Creativos'― es una organización sin fines de lucro dedicada a promover el acceso y el intercambio de cultura. Desarrolla un conjunto de instrumentos jurídicos de carácter gratuito que facilitan usar y compartir tanto la creatividad como el conocimiento. Su sede central se encuentra en Mountain View, en el estado de California, Estados Unidos.
Los instrumentos jurídicos desarrollados por la organización consisten en un conjunto de «modelos de contratos de licenciamiento» o licencias de derechos de autor (licencias Creative Commons o licencias CC) que ofrecen a quien crea una obra una manera simple y estandarizada de otorgar permiso al público para compartir y usar su trabajo creativo bajo los términos y condiciones de su elección. En este sentido, las licencias Creative Commons permiten cambiar fácilmente los términos y condiciones de derechos de autor de la obra, de «todos los derechos reservados» a «algunos derechos reservados».[cita requerida]
Las licencias Creative Commons no reemplazan a los derechos de autor, sino que se apoyan en estos para permitir elegir los términos y condiciones de la licencia de una obra de la manera que mejor satisfaga a quien es titular de los derechos. Por tal motivo, estas licencias se han interpretado como una forma de tomar el control para compartir la propiedad intelectual.[cita requerida]
La organización fue fundada en 2001 por Lawrence Lessig (exprofesor de derecho de la Universidad de Stanford y especialista en ciberderecho), Hal Abelson y Eric Eldred, con el soporte del Center for the Public Domain. El primer artículo acerca de Creative Commons en una publicación de interés general fue escrito por Hal Plotkin en febrero de 2002. El primer conjunto de licencias de copyright se lanzó en diciembre de 2002. Para el 2008, ya había unos 130 millones de trabajos con licencias Creative Commons. En octubre de 2011, tan solo Flickr albergaba más de 200 millones de fotografías con licencias Creative Commons. A fines del 2015, había más de 1100 millones de trabajos con licencias Creative Commons en todo el mundo.

## Colecciones de contenido libre
Existen colecciones de contenido libre disponibles en internet como por ejemplo Creative Commons y Wikimedia Commons. Por otra parte, se puede encontrar contenido libre en bibliotecas digitales y repositorios que contienen por lo general literatura científica, fotografías, o datos recogidos en investigaciones, entre otros tipos de documentos.